# Hijas de la luna
Hijas de la luna es una telenovela juvenil mexicana producida por Nicandro Díaz González para Televisa y transmitida por Las Estrellas en 2018. Es la segunda versión hecha en México de la telenovela colombiana Las Juanas, historia original de Bernardo Romero Pereiro. Es dirigida por Salvador Sánchez y Ricardo de la Parra. Se estrenó en Las Estrellas el 19 de febrero de 2018 en sustitución de Me declaro culpable, y finalizó el 10 de junio del mismo año en reemplazo de La jefa del campeón.
Está protagonizada por Michelle Renaud, Danilo Carrera, Geraldine Galván, Mario Morán, Jade Fraser, Jonathan Becerra, Lore Graniewicz y Gonzalo Peña, junto con Alexis Ayala, Cynthia Klitbo, Francisco Gattorno y Mariluz Bermúdez en los roles antagónicos. Acompañados por Omar Fierro, Eugenia Cauduro y Arcelia Ramírez.
Las grabaciones comenzaron el 28 de noviembre de 2017 en Mazatlán, Sinaloa y finalizaron el 27 de mayo de 2018.

## Trama
Esta es la historia de cuatro hermanas nacidas en el mismo año y concebidas por el mismo padre; Juana Victoria, Juana Inés, Juana Soledad y Juana Bárbara.
En su lecho de muerte, Rosaura, la madre de Juana Victoria le confiesa a su hija el nombre de su verdadero padre; Juan Oropeza, un importante empresario hotelero. Tras su muerte, Juana Victoria se da la tarea de buscarlo. Al llegar a Mazatlán, Juana Victoria conoce entre las olas del mar a Sebastián y nace una fuerte atracción entre los dos.
Gracias a una huella de nacimiento con forma de media luna que Juana Victoria posee en su espalda baja, encuentra a su verdadero progenitor y se percata de que se ha enamorado de Sebastián, hijo de Juan, su medio hermano; primer varón nacido después sus cuatro hermanas. 
Juan le confiesa a Juana Victoria que quizá tenga más hermanas que viven en diferentes partes de la República. Ella y Sebastián comienzan con la búsqueda de sus hermanas; Juana Soledad, originaria de Guadalajara, enfermera, vidente y recién salida de una decepción amorosa; Juana Bárbara, nacida en Monterrey, boxeadora y de una fuerte personalidad; y Juana Inés, que al nacer fue abandonada y bautizada en un convento en la ciudad de Puebla, es la más inocente de sus cuatro hermanas y conoce el amor con Mauricio Iriarte, un joven de familia adinerada, hijo de Darío, un empresario ambicioso y hermano de Estefanía, futura prometida de Sebastián, una joven caprichosa.
Leonora, esposa de Juan, no puede creer que su esposo le haya sido infiel cuatro veces en el mismo año y, a partir de ese instante, se convierte en enemiga de sus cuatro hijas.
Finalmente, las cuatro Juanas se conocen, cuatro medias hermanas, cuatro huellas de nacimiento de media luna, a las cuatro las une el amor; Juana Barbára y Fernando, Juana Soledad y Octavio, Juana Inés y Mauricio y Juana Victoria y Sebastián, aunque los una la misma sangre, no será fácil aceptar lo que sienten. Porque de la luna a la mañana a Juan Oropeza le cambió la vida con las hijas de la luna, y la familia... cambió.

## Reparto
- Michelle Renaud como Juana Victoria Ramírez Nieto / Juana Victoria Oropeza Nieto[7][8]
- Danilo Carrera como Sebastián Oropeza Ruiz[9]
- Jade Fraser como Juana Soledad García / Juana Soledad Oropeza García
- Geraldine Galván como Juana Inés Bautista / Juana Inés Oropeza Bautista
- Lore Graniewicz como Juana Bárbara Treviño / Juana Bárbara Oropeza Treviño
- Omar Fierro como Juan Oropeza Delgado
- Alexis Ayala como Darío Iriarte
- Mario Morán como Mauricio Iriarte San Román
- Cynthia Klitbo como Leonora Ruiz de Oropeza
- Mariluz Bermúdez como Estefanía Iriarte San Román[10]
- Gonzalo Peña como Fernando Ruiz Melgarejo
- Jonathan Becerra como Octavio Sánchez
- Eugenia Cauduro como Teresa Pérez
- Arcelia Ramírez como Margarita Treviño
- Marco Uriel como Xavier Oropeza Delgado
- Miguel Martínez como Egidio "Todoelmundo"
- Jorge Gallegos como Raymundo
- Héctor Ortega como Padre Camilo
- José María Nieto como Edmundo "Mundito"
- Francisco Gattorno como Alberto Centeno Torres
- Isaura Espinoza como Madre superiora
- Maricarmen Vela como Maité
- Alejandra Barros como Rosaura Ramírez Nieto
- Ricardo Franco como Genaro Roldán
- Bea Ranero como Adela
- Sergio Acosta como Ernesto Cifuentes
- Álvaro Sagone como Ricardo
- Archie Lafranco como Jerome Frankfurt
- Christian Almeyda como Rubén
- Nora Salinas como Esmeralda Landeros
- Harry Geithner como Gustavo Reina "El Divo"
- Mundo Siller como Detective
- Héctor Cruz como Chofer de Darío
- América Gabriel como Ingrid Montalvo
- Roger Cudney como Michael Coleman
- Catherine Castro como Leonora Ruiz de Oropeza (joven)
- Alberto R. Ruiz como Juan Oropeza Delgado (joven)
- Espinoza Paz como Él mismo
- Silvia Lomelí como María
- Laureano Brizuela como Él mismo
- Jackie Sauza como Investigadora Carla Vásquez
- Mariana Juárez "La Barbie" como Ella misma
- Fernando Robles como Policía
- La Original Banda El Limón como Ellos mismos
- César Valdivia como Agente

## Audiencia
| Temporada | Horario (CT)                                                       | Episodios | Primera emisión       | Primera emisión      | Última emisión      | Última emisión       | Promedio de espectadores (millones) |
| Temporada | Horario (CT)                                                       | Episodios | Fecha                 | Audiencia (millones) | Fecha               | Audiencia (millones) | Promedio de espectadores (millones) |
| --------- | ------------------------------------------------------------------ | --------- | --------------------- | -------------------- | ------------------- | -------------------- | ----------------------------------- |
| 1         | lunes a viernes 18:30 - 19:30 h. domingo 20:30 - 22:30 h. (ep. 81) | 81        | 19 de febrero de 2018 | 3.2                  | 10 de junio de 2018 | 8.1                  | 2.79                                |

## Episodios
| N.º | Título                                                                          | Fecha de emisión original | Audiencia (millones) |
| --- | ------------------------------------------------------------------------------- | ------------------------- | -------------------- |
| 1 | «Victoria sale en busca de Juan Oropeza»                                        | 19 de febrero de 2018     | 3.2                  |
| Antes de morir, Rosaura le revela a Juana Victoria que su verdadero padre es Juan Oropeza, a quien conoció en una noche de media luna. Juana Victoria decide buscar a su verdadero padre en Mazatlán. |                                                                                 |                           |                      |
| 2 | «Leonora se entera de que Juan le fue infiel cuatro veces»                      | 20 de febrero de 2018     | 3.2                  |
| Juana Victoria conoce a su padre, Juan Oropeza, quien luego le confiesa a Leonora que le fue infiel con cuatro mujeres distintas. Sebastián le pide a su media hermana que guarde el secreto. |                                                                                 |                           |                      |
| 3 | «Juana Victoria y Sebastián encuentran a Juana Soledad»                         | 21 de febrero de 2018     | 3.0                  |
| Juan les pide a Sebastián y Juana Victoria que busquen a las otras tres mujeres con las que tenía que ver, ya que podría tener más hijos, aceptan y comienzan la investigación en Guadalajara. |                                                                                 |                           |                      |
| 4 | «Juana Soledad acepta conocer a su papá»                                        | 22 de febrero de 2018     | 3.6                  |
| Juana Victoria convence a Juana Soledad de ir a Mazatlán a encontrarse con su papá. Leonora le prohíbe a Sebastián ponerse en contacto con Juana Victoria y le exige que no la vuelva a ver. |                                                                                 |                           |                      |
| 5 | «Juan Oropeza encuentra sus cuatro hijas»                                       | 23 de febrero de 2018     | 3.3                  |
| Sebastián llega a tiempo a Puebla para salvar la vida de Juana Inés, quien sale del convento para encontrarse con su familia. La cuarta hija de Juan se encuentra en Monterrey y su nombre es Juana Bárbara. |                                                                                 |                           |                      |
| 6 | «Juana Victoria se entera de que Sebastián se va a casar»                       | 26 de febrero de 2018     | 2.8                  |
| Darío le dice a Juan haber traicionado a Leonora y llegan a los golpes. Sebastián le dice a Juana Victoria que se va a casar con Estefanía. Leonora no quiere seguir con Juan y pide el divorcio. |                                                                                 |                           |                      |
| 7 | «Estefanía es puesta a prueba»                                                  | 27 de febrero de 2018     | 2.9                  |
| Leonora inicia los trámites de divorcio. Juana Bárbara, Juana Soledad y Juana Inés ponen a prueba a Estefanía para saber si es la mujer adecuada para Sebastián, pero él ya no está seguro de casarse. |                                                                                 |                           |                      |
| 8 | «Juana Inés confiesa que está enamorada de Sebastián»                           | 28 de febrero de 2018     | 2.7                  |
| Juana Inés le confiesa a Juana Soledad que está enamorada de su hermano. Juana Victoria y Sebastián tienen un nuevo enfoque para estar atrapados en un ascensor. Fernando conoce a Juana Victoria. |                                                                                 |                           |                      |
| 9 | «Fernando se está enamorando de Juana Victoria»                                 | 1 de marzo de 2018        | 2.7                  |
| Juana Inés se entera de que su madre está muerta, pero recibe el apoyo incondicional de sus hermanas. Fernando quedó fascinado con Juana Victoria y está convencido de que ella es la mujer que la esperaba. |                                                                                 |                           |                      |
| 10 | «Juana Victoria y Sebastián se declaran su amor»                                | 2 de marzo de 2018        | 2.9                  |
| La fiesta que organizaron las Juanas fracasa y Leonora le asegura a Juan que nunca podrá perdonarlo. Juana Victoria y Sebastián declaran su amor pero prefieren vivir con un amor de hermanos. |                                                                                 |                           |                      |
| 11 | «Juan quiere dar a sus hijas el apellido Oropeza»                               | 5 de marzo de 2018        | 2.6                  |
| Juan quiere compensar a sus hijas, por lo que toma la decisión de ponerles el apellido Oropeza e incluirlas en su testamento. Darío planea complacer a Leonora y tiene un plan para deshacerse de las Juanas. |                                                                                 |                           |                      |
| 12 | «Las Juanas... ¿Son unas impostoras?»                                           | 6 de marzo de 2018        | 2.8                  |
| Darío manipula un video para hacer pasar a los Juanas como estafadores, Juan cae en la trampa y piensa que lo engañaron para que se quedaran con su dinero, Todoelmundo prueba que el video es falso. |                                                                                 |                           |                      |
| 13 | «Fernando salva la vida de Juana Victoria»                                      | 7 de marzo de 2018        | 2.7                  |
| Mauricio confirma que Darío está detrás del video falso. Estefanía sospecha que Sebastián ya no la ama. Fernando le confiesa a Juana Victoria que está enamorado de ella y la salva de ser linchada. |                                                                                 |                           |                      |
| 14 | «Juana Victoria cree que no es hermana de Sebastián»                            | 8 de marzo de 2018        | 2.6                  |
| Leonora intenta comprobar si las marcas de nacimiento de las Juanas son reales, Juana Victoria descubre que Sebastián no tiene la marca de nacimiento en forma de media luna y duda que sean hermanos. |                                                                                 |                           |                      |
| 15 | «Las Juanas dejan al descubierto la mentira de Darío»                           | 9 de marzo de 2018        | 2.9                  |
| Todos ayudan a los Juanas a demostrar que Darío envió a alterar el video en el que los acusaba de estar interesados solo en buscar la fortuna de Juan Oropeza. |                                                                                 |                           |                      |
| 16 | «Leonora cancela los trámites de divorcio»                                      | 12 de marzo de 2018       | 3.0                  |
| Por celos, Leonora decide cancelar su divorcio porque no pretende dejarle el camino libre a la madre de Juana Bárbara. Juana Victoria se entera del origen de Sebastián para demostrar que no son hermanos. |                                                                                 |                           |                      |
| 17 | «Un incendio consume el dispensario de las Juanas»                              | 13 de marzo de 2018       | 2.9                  |
| Darío vuelve a intentar dañar a las Juanas y provoca un incendio en el dispensario recién inaugurado. Sebastián está obsesionado con la idea de no compartir la misma sangre que Juana Victoria. |                                                                                 |                           |                      |
| 18 | «Juana Victoria y Sebastián comprueban que no son hermanos»                     | 14 de marzo de 2018       | 2.9                  |
| Para acabar con la duda, Sebastián decide hacerse una prueba de ADN para saber si es hermano de Juana Victoria, al recibir los resultados comprueban sus sospechas. |                                                                                 |                           |                      |
| 19 | «Sebastián renuncia al amor de Juana Victoria»                                  | 15 de marzo de 2018       | 2.8                  |
| Las Juanas logran abrir sus negocios. Sebastián le pide a Juana Victoria que mantenga en secreto que no son hermanos, porque no permitirá que juzguen a Leonora por haberle sido infiel a Juan. |                                                                                 |                           |                      |
| 20 | «Juana Victoria acepta sacrificar su amor»                                      | 16 de marzo de 2018       | 2.5                  |
| Darío convence a Leonora de que Juan es millonario. Juana Victoria promete guardar el secreto por el bien de Juan, Sebastián y Estefanía continúan con sus planes de boda y las Juanas serán sus damas de honor. |                                                                                 |                           |                      |
| 21 | «Juana soledad acepta ser novia de Octavio»                                     | 19 de marzo de 2018       | 2.4                  |
| Juana Victoria decide apoyar a Sebastián con su boda. Aunque Estefanía está convencida de que Sebastián ya no la quiere, celebran su despedida de soltera. Octavio le declara su amor a Juana Soledad. |                                                                                 |                           |                      |
| 22 | «Juana Victoria decide alejarse definitivamente de Sebastián»                   | 20 de marzo de 2018       | 3.0                  |
| Darío golpea a Juan, luego le propone hacer las paces. Los Juanas tratan de averiguar por qué Darío los odia. Juana Victoria y Sebastián se despiden y ella prepara su regreso a la ciudad. |                                                                                 |                           |                      |
| 23 | «Estefanía cancela su boda con Sebastián»                                       | 21 de marzo de 2018       | 2.8                  |
| Las disculpas de Sebastián no son suficientes para Estefanía, quien decide romper su compromiso matrimonial tras confirmar que ha dejado de quererla. Sebastián evita que Juana Victoria se vaya. |                                                                                 |                           |                      |
| 24 | «Juana Victoria y Sebastián deciden vivir su amor en secreto»                   | 22 de marzo de 2018       | 2.7                  |
| Darío no acepta que Estefanía se vaya de Mazatlán y busque venganza contra Sebastián. La vida ha conspirado para mantener juntos a Juana Victoria y Sebastián, admiten que quieren vivir su amor. |                                                                                 |                           |                      |
| 25 | «Juana Inés sospecha que Sebastián tiene una relación secreta»                  | 23 de marzo de 2018       | —                    |
| Ernesto Cifuentes se culpa a sí mismo de hacerle la vida imposible a Juan y sus hijas. Leonora se reencuentra con Jerome. Juana Inés descubre que Sebastián tiene una relación secreta con una mujer llamada Julieta. |                                                                                 |                           |                      |
| 26 | «Leonora se reencuentra con el verdadero padre de Sebastián»                    | 26 de marzo de 2018       | 2.5                  |
| Juana Inés descubre que Sebastián tiene otra novia. Jerónimo llega a Mazatlán con la esperanza de conocer a su hijo Sebastián, a pesar de la promesa que le hizo a Leonora. La Media Luna está cerrada. |                                                                                 |                           |                      |
| 27 | «Sebastián y Juana Victoria se entregan al amor"»                               | 27 de marzo de 2018       | 2.2                  |
| Para continuar su revancha, Darío termina con el prestigio de Media Luna. Jerome conoce a Sebastián. Juana Victoria y Sebastián tienen una velada romántica donde se desata la pasión. |                                                                                 |                           |                      |
| 28 | «Juana Inés no puede controlar sus celos»                                       | 28 de marzo de 2018       | 2.3                  |
| Sebastián se sale de control al descubrir que Juana Inés lo espía y le grita que lo deje en paz, luego descubre que está enamorada. Juana Victoria y Sebastián planean una velada romántica. |                                                                                 |                           |                      |
| 29 | «¿Juana Inés está enamorada de Mauricio?»                                       | 29 de marzo de 2018       | 2.0                  |
| Juana Victoria sospecha que Juana Inés se enamoró de Sebastián, al ser confrontada miente diciendo que ama a Mauricio. Juana Victoria y Sebastián no pretenden seguir ocultando su amor. |                                                                                 |                           |                      |
| 30 | «Juana Victoria descubre el amor secreto de Juana Inés»                         | 30 de marzo de 2018       | 2.3                  |
| Tras lucirse en bikini, Juana Inés debe ser hospitalizada en una emergencia, donde le revela a Juana Victoria que se enamoró de Sebastián. El plan de Leonora para salvar la Media Luna falla. |                                                                                 |                           |                      |
| 31 | «Juana Victoria termina su relación con Sebastián»                              | 2 de abril de 2018        | 2.6                  |
| Tras la confesión de Juana Inés, Juana Victoria pone fin a su relación secreta con Sebastián, ya que no quiere seguir mintiendo. Juana Soledad tiene un presentimiento devastador, se acerca un huracán. |                                                                                 |                           |                      |
| 32 | «Juana Inés y Mauricio quedan atrapados en medio del huracán»                   | 3 de abril de 2018        | 2.6                  |
| El huracán Juana azota Mazatlán, mientras que Darío salva a Leonora, Mauricio y Juana Inés se pierden en medio de la desgracia, dejando su vida en grave peligro. |                                                                                 |                           |                      |
| 33 | «Mauricio arriesga su vida para salvar a Juana Inés»                            | 4 de abril de 2018        | 3.0                  |
| El huracán arrasa la Media Luna y Juana Inés es rescatada por Mauricio, pero debido a los fuertes golpes que recibió, su salud es delicada. Mauricio se entera de que Juana Inés está enamorada de él. |                                                                                 |                           |                      |
| 34 | «Leonora descubre que las Juanas viven en su casa»                              | 5 de abril de 2018        | 3.0                  |
| Juan descubre que fue víctima de un fraude y la Media Luna no está asegurada, por lo que no podrá reconstruirla y pronto se irá a la ruina. Leonora encuentra a los Juanas viviendo en su casa. |                                                                                 |                           |                      |
| 35 | «Estefanía no puede estar lejos de Sebastián y decide regresar"»                | 6 de abril de 2018        | 3.1                  |
| Leonora permite que los Juanas vivan en su casa. Juana Bárbara descubre que se está enamorando de Mauricio. Estefanía no puede seguir con su vida y decide volver por Sebastián. |                                                                                 |                           |                      |
| 36 | «Juan se entera de que Juana Soledad está embarazada»                           | 9 de abril de 2018        | 2.5                  |
| Sebastián se entera de que Juana Inés está enamorada de él. Juana Bárbara decide llamar la atención de Mauricio. En medio de tantas tragedias, Juan agradece a Juana Soledad por convertirlo en abuelo. |                                                                                 |                           |                      |
| 37 | «Darío contrata a Juana Victoria para cuidar a Estefanía»                       | 10 de abril de 2018       | 2.9                  |
| Juana Inés despierta del coma, pero sufre amnesia. Desesperado, Darío ofrece dinero a Juan a cambio de convencer a Sebastián de que se case con Estefanía. Juana Victoria se compromete a cuidar de Estefanía. |                                                                                 |                           |                      |
| 38 | «Espinoza Paz sorprende con su llegada a Mazatlán»                              | 11 de abril de 2018       | 3.3                  |
| Espinoza Paz dará un concierto en Mazatlán, Octavio presume ser su primo, pero el cantante lo niega, quien invita a las Juanas a su concierto. Juana Soledad descubre que su embarazo es real. |                                                                                 |                           |                      |
| 39 | «Darío presiona a Sebastián para que se case con Estefanía»                     | 12 de abril de 2018       | 3.0                  |
| Leonora le pone una trampa a Estefanía para que regrese con Sebastián. Darío intenta negociar la felicidad de su hija, Sebastián rechaza la propuesta. Espinoza Paz ayuda a reconstruir La Dolorosa. |                                                                                 |                           |                      |
| 40 | «Juana Inés recuerda que Mauricio le salvó la vida»                             | 13 de abril de 2018       | 2.8                  |
| Juana Inés recuerda que Mauricio la salvó de morir. Darío descubre que el dueño de La Dolorosa es Mauricio y los Juanas van a trabajar con él. Juana Soledad no está segura de casarse con Octavio. |                                                                                 |                           |                      |
| 41 | «Juana Inés y Mauricio ya son novios»                                           | 16 de abril de 2018       | 2.7                  |
| Espinoza Paz reabre la Dolorosa. Juana Inés y Mauricio iniciaron una relación, pero es detenido por las autoridades. Juana Soledad acepta casarse con Octavio y descubre que no está embarazada. |                                                                                 |                           |                      |
| 42 | «Estefanía decide reconquistar a Sebastián»                                     | 17 de abril de 2018       | 2.8                  |
| Sebastián comienza la búsqueda de su padre biológico. Estefanía pretende recuperar el amor de Sebastián y le pide a Juana Victoria que la apoye. |                                                                                 |                           |                      |
| 43 | «Sebastián cree saber quién es su padre biológico»                              | 18 de abril de 2018       | 2.7                  |
| Sebastián se entera de que Ernesto Cifuentes era el amante de Leonora y cree que es su padre biológico. Juana Bárbara intenta separar a Juana Inés y Mauricio. Sebastián acepta la amistad de Estefanía. |                                                                                 |                           |                      |
| 44 | «Juana Victoria explota en celos»                                               | 19 de abril de 2018       | 2.6                  |
| Juana Victoria se da cuenta de que Estefanía intenta volver a acercarse a Sebastián y no puede evitar hacer una escena de celos intensos. |                                                                                 |                           |                      |
| 45 | «Juana Inés logra vengarse de Juana Bárbara»                                    | 20 de abril de 2018       | 2.7                  |
| Estefanía inicia una nueva estrategia para conquistar a Sebastián. Juana Inés defiende su amor por Mauricio y se venga de Juana Bárbara. Jerome regresa dispuesto a revelar que Sebastián es su hijo. |                                                                                 |                           |                      |
| 46 | «Darío tiene a Sebastián en sus manos»                                          | 23 de abril de 2018       | 2.7                  |
| Tras quedarse sin las ganancias del tiempo compartido, la familia Oropeza inicia un régimen de total austeridad y Sebastián está cada vez más cerca de aceptar la propuesta de Darío. |                                                                                 |                           |                      |
| 47 | «Sebastián sospecha que Jerome es su padre»                                     | 24 de abril de 2018       | 2.8                  |
| Juana Victoria y Sebastián sacan conclusiones en las que sospechan que Jerome es el verdadero padre de Sebastián, ya que Leonora también estaba muy nerviosa cuando vio a Jerome. |                                                                                 |                           |                      |
| 48 | «Juana Bárbara gana su primera pelea»                                           | 25 de abril de 2018       | 2.7                  |
| Sebastián confirma que Jerome es su padre. Juana Inés apuesta el amor de Mauricio por Juana Bárbara, quien gana la primera pelea del torneo de box. Leonora se entera de que Juan está en ruinas. |                                                                                 |                           |                      |
| 49 | «Leonora chantajea a Sebastián para que se case con Estefanía»                  | 26 de abril de 2018       | 2.9                  |
| Leonora finge estar a punto de morir para obligar a Sebastián a cumplir su última voluntad de verlo casarse con Estefanía. Sebastián le propone a Juana Victoria escapar juntos para vivir su amor. |                                                                                 |                           |                      |
| 50 | «Juana Victoria le rompe el corazón a Sebastián»                                | 27 de abril de 2018       | 2.6                  |
| Juana Victoria cree que Sebastián debe aceptar la propuesta de Darío para solucionar sus problemas económicos, intenta decepcionarlo besando a Fernando, quien le hace creer que tiene una esperanza con ella. |                                                                                 |                           |                      |
| 51 | «Sebastián decide retomar su noviazgo con Estefanía»                            | 30 de abril de 2018       | 2.0                  |
| Juana Bárbara se enfrenta al ruso asesino, un boxeador contratado por Darío para evitar que los Oropeza obtengan el dinero que necesitan. Leonora logra convencer a Sebastián de que regrese con Estefanía. |                                                                                 |                           |                      |
| 52 | «Juana Victoria y Fernando inician una relación»                                | 1 de mayo de 2018         | 2.5                  |
| Estefanía descubre que Sebastián está enamorado de otra mujer y le pide ayuda a Darío. Mauricio se entera de que Juana Bárbara y Juana Inés apuestan por su amor. Fernando y Juana Victoria ya están en una relación. |                                                                                 |                           |                      |
| 53 | «Juana Victoria descubre el chantaje de Leonora»                                | 2 de mayo de 2018         | 2.6                  |
| Darío decide reabrir La Dolorosa a cambio de que Mauricio trabaje para él. Juana Victoria descubre que la depresión de Leonora fue una farsa para recuperar a Sebastián con Estefanía. |                                                                                 |                           |                      |
| 54 | «Juana Inés y Juana Barbara hacen las paces»                                    | 3 de mayo de 2018         | 2.8                  |
| Leonora continúa su venganza contra Juan por ocultar que están en ruinas. Darío descubre que Sebastián es el amante de una de sus hermanas. Juana Inés y Juana Bárbara resuelven sus problemas. |                                                                                 |                           |                      |
| 55 | «Juana Inés y Mauricio planean su primera noche romántica»                      | 4 de mayo de 2018         | 2.3                  |
| Leonora intenta atropellar a Margarita porque cree que es la amante de Juan. Darío le pide a Sebastián que termine la relación que tiene con su hermana. Juana Inés y Mauricio deciden tener su primera noche. |                                                                                 |                           |                      |
| 56 | «Mauricio le propone matrimonio a Juana Inés»                                   | 7 de mayo de 2018         | 2.9                  |
| Juana Inés no está lista para tener sexo, Mauricio siente que la ha presionado y para demostrarle lo mucho que la ama le propone matrimonio. Estefanía descubre que Sebastián está enamorado de su hermana. |                                                                                 |                           |                      |
| 57 | «Estefanía se enfrenta con Juana Victoria»                                      | 8 de mayo de 2018         | 2.5                  |
| Mientras Sebastián intenta terminar su relación con Estefanía, se entera de que Juan fue arrestado por golpear a Ernesto Cifuentes. Juana Victoria le revela a Estefanía que Sebastián no es su hermano. |                                                                                 |                           |                      |
| 58 | «Sebastián decide casarse con Estefanía»                                        | 9 de mayo de 2018         | 2.5                  |
| Alberto amenaza a Juana Victoria con matar a sus hermanas si no sale de Mazatlán con Juana Bárbara y Margarita. Sebastián acepta el dinero que Darío le ofreció a cambio de casarse con Estefanía. |                                                                                 |                           |                      |
| 59 | «Sebastián adelanta su boda con Estefanía»                                      | 10 de mayo de 2018        | 1.8                  |
| Después de enterarse de que Sebastián se va a casar, Juana Victoria planea tender una trampa a Alberto. Sebastián decide adelantar su boda con Estefanía para que Juan quede libre lo antes posible. |                                                                                 |                           |                      |
| 60 | «Juana Victoria y Juana Bárbara arriesgan su vida para salvar a Alberto»        | 11 de mayo de 2018        | 2.2                  |
| Alberto muere trágicamente tras intentar violar a Juana Bárbara. Sebastián abandona su boda para intentar ayudar a su padre. Leonora perdona a Juan poco antes de ser liberada. |                                                                                 |                           |                      |
| 61 | «Juana Victoria le confiesa a Fernando que lo usó»                              | 14 de mayo de 2018        | 2.4                  |
| Juana Victoria le rompe el corazón a Fernando al confesarle que lo utilizó porque está enamorada de Sebastián. Estefanía está dispuesta a separar a Juana Victoria de Sebastián con la ayuda de Darío. |                                                                                 |                           |                      |
| 62 | «Leonora corre a Juana Victoria de su casa»                                     | 15 de mayo de 2018        | 2.5                  |
| Leonora olvida el plan de Estefanía y saca a Juana Victoria de su casa, pero Juan se enfurece y la obliga a regresar. Juana Inés sorprende a Mauricio con un sensual cambio de look. |                                                                                 |                           |                      |
| 63 | «Estefanía manipula a las hermanas de Juana Victoria»                           | 16 de mayo de 2018        | 2.5                  |
| Se declara la guerra, Estefanía se gana la confianza de las hermanas de Juana Victoria, logra ponerlas en su contra confesando que ella y Sebastián tienen una relación secreta. |                                                                                 |                           |                      |
| 64 | «La relación de Juana Victoria y Sebastián es descubierta»                      | 17 de mayo de 2018        | 2.4                  |
| Darío somete a Sebastián a casarse con Estefanía en la iglesia, de lo contrario Juana Victoria pagará las consecuencias. La relación entre Juana Victoria y Sebastián es descubierta por las Juanas. |                                                                                 |                           |                      |
| 65 | «Estefanía atenta contra su propia vida»                                        | 18 de mayo de 2018        | 2.4                  |
| Estefanía hace creer a todos que Juana Victoria la arrojó contra la ventana provocando graves heridas. Darío intenta estrangular a Juana Victoria en venganza por lastimar a su hija. |                                                                                 |                           |                      |
| 66 | «Juan quiere divorciarse de Leonora»                                            | 21 de mayo de 2018        | 2.6                  |
| Juan se entera de que Leonora fingió su depresión, lo que hace que él quiera el divorcio. Tras sufrir un ataque de ansiedad, Estefanía sigue su plan para que Juana Victoria desaparezca de su vida. |                                                                                 |                           |                      |
| 67 | «Fernando besa a Juana Bárbara»                                                 | 22 de mayo de 2018        | 2.5                  |
| Sebastián intenta retomar su relación con Juana Victoria. Fernando besa a Juana Bárbara para convencerla de que vuelva a su sueño. Juana Soledad y Juana Inés son detenidas por la policía. |                                                                                 |                           |                      |
| 68 | «Leonora se vuelve aliada de las Juanas»                                        | 23 de mayo de 2018        | 2.6                  |
| Estefanía les pide a los Juanas una prueba más de su lealtad, y luego pierde el control sobre Leonora, quien decide aliarse con los Juanas para ayudar a la hija de Darío. |                                                                                 |                           |                      |
| 69 | «Estefanía tiene a Leonora en sus manos»                                        | 24 de mayo de 2018        | 2.7                  |
| Leonora cambia de actitud hacia las Juanas y busca a Estefanía para detener su chantaje, pero Estefanía amenaza con revelar su secreto si la traiciona. Juana Inés golpea a Estefanía. |                                                                                 |                           |                      |
| 70 | «Darío asesina a Ernesto Cifuentes»                                             | 25 de mayo de 2018        | 2.4                  |
| Estando desquiciada, Estefanía provoca la muerte de Petunia. El padre Camilo no está dispuesto a casarse con Estefanía y Sebastián en la iglesia. Darío mata a Ernesto Cifuentes. |                                                                                 |                           |                      |
| 71 | «Estefanía desaparece el día de su boda religiosa»                              | 28 de mayo de 2018        | 2.5                  |
| Estefanía acepta que tiene problemas mentales, lamentablemente le pide a Sebastián que la perdone. Estefanía no llega a su boda religiosa y Juana Victoria podría ser sospechosa de su desaparición. |                                                                                 |                           |                      |
| 72 | «Juana Victoria es sospechosa de la desaparición de Estefanía»                  | 29 de mayo de 2018        | 2.5                  |
| Darío teme que Estefanía se haya suicidado, ordena desesperadamente su búsqueda. Los Juanas son interrogados y, tras varias inconsistencias, Juana Victoria permanece como sospechosa de la desaparición de Estefanía. |                                                                                 |                           |                      |
| 73 | «Juana Victoria va a prisión acusada de provocar la muerte de Estefanía»        | 30 de mayo de 2018        | 3.0                  |
| Darío acusa a Juana Victoria y Sebastián de ser responsables de la muerte de su hija y exige justicia. Las investigaciones confirman que las huellas dactilares del arma homicida corresponden a Juana Victoria. |                                                                                 |                           |                      |
| 74 | «Sebastián descubre que Estefanía está viva»                                    | 31 de mayo de 2018        | 2.5                  |
| Sebastián descubre que Estefanía no murió y fingió su muerte para culpar a Juana Victoria. Darío ordena el asesinato de Juana Victoria. Sebastián inicia la búsqueda de Estefanía. |                                                                                 |                           |                      |
| 75 | «Estefanía se entrega a las autoridades»                                        | 1 de junio de 2018        | 2.7                  |
| Juana Victoria es liberada gracias a Estefanía que decide entregarse a las autoridades y confesar cómo desarrolló su plan para arruinar la vida de Juana Victoria y Sebastián. |                                                                                 |                           |                      |
| 76 | «Juana Bárbara enfrenta a La Barby Juárez»                                      | 4 de junio de 2018        | 2.9                  |
| Leonora sufre un infarto al enterarse de que Sebastián y Juana Victoria ya saben que no son medio hermanos. Juana Bárbara se enfrenta a la campeona de box 'La Barby Juárez'. - Estrella invitada especial: Mariana "La Barby" Juárez como ella misma. |                                                                                 |                           |                      |
| 77 | «Leonora es humillada por Darío»                                                | 5 de junio de 2018        | 2.6                  |
| Leonora soporta las humillaciones de Darío a cambio de mantener su secreto oculto. Jerome regresa a Mazatlán dispuesto a convertirse en socio de Media Luna y le confirma a Sebastián que es su padre. |                                                                                 |                           |                      |
| 78 | «Los crímenes de Darío están a punto de ser descubiertos»                       | 6 de junio de 2018        | 2.7                  |
| Juan se entera de que Darío planea destruir su matrimonio y está chantajeando a Leonora. Gracias a Juana Soledad, Sebastián y Juan descubren que Darío es el responsable de la muerte de Ernesto Cifuentes. |                                                                                 |                           |                      |
| 79 | «Leonora confiesa que Sebastián no es hijo de Juan»                             | 7 de junio de 2018        | 2.7                  |
| En nombre del amor que Leonora siente por Sebastián, decide confesar que no es hijo de Juan Oropeza. Darío es buscado por la policía, pero logra huir y como venganza planea el secuestro de Leonora. |                                                                                 |                           |                      |
| 80 | «Juana Victoria muere en brazos de Sebastián»                                   | 8 de junio de 2018        | 2.8                  |
| Estefanía traiciona a Darío, en medio de un operativo logra huir. El día de la boda de Juana Inés y Juana Soledad, finalmente llegó, pero Juana Victoria es víctima de la venganza de Darío y muere. |                                                                                 |                           |                      |
| 8182 | «Juana Victoria está viva»«Juana Victoria y Sebastián viven su amor libremente» | 10 de junio de 2018       | 8.1                  |
| La familia Oropeza le da el último adiós a Juana Victoria sin sospechar que ella no murió y todo fue un plan de Darío para seguir con el sufrimiento de Sebastián y su venganza por hacer sufrir a Estefanía. Sebastián evita que Juana Victoria pierda la vida en manos de Darío, quien muere congelado. Juana Victoria y Sebastián cumplen el sueño de estar juntos y amarse libremente por el resto de sus vidas. - Final alternativo: Juana Victoria y Sebastián conocieron el verdadero amor y juntos decidieron luchar por él. Es así como finalmente lograron unir sus vidas, sin saber que el enemigo está más cerca de lo que imaginan. |                                                                                 |                           |                      |

### Especial
| N.º                                                          | Título                                               | Fecha de emisión original |
| ------------------------------------------------------------ | ---------------------------------------------------- | ------------------------- |
| 1                                                            | «Todos somos hijos de la luna, el inicio y algo más» | 24 de febrero de 2018     |
| Especial para revivir los mejores momentos de la telenovela. |                                                      |                           |

## Premios y nominaciones

### Premios TV Adicto Golden Awards 2018
| Categoría                          | Nominados                              | Resultado |
| ---------------------------------- | -------------------------------------- | --------- |
| Mejores Créditos de Entrada        | Nicandro Díaz                          | Ganador   |
| Mejor Actriz en Papel Secundario   | Cynthia Klitbo                         | Ganadora  |
| Mejor Lanzamiento Estelar Femenino | Jade Fraser                            | Ganadora  |
| Revelación Femenina                | Lore Graniewicz                        | Ganadora  |
| Mejor Adaptación                   | Alejandro Pohlenz y Palmira Olguín     | Ganadores |
| Mejor Dirección de Escena          | Salvador Sánchez y Ricardo de la Parra | Ganadores |

### Premios Bravo
| Año  | Categoría    | Nominados       | Resultado |
| ---- | ------------ | --------------- | --------- |
| 2019 | Mejor actriz | Michelle Renaud | Ganadora  |

### Otros reconocimientos
- Reconocimiento de la Revista Q Qué...México por el éxito de Hijas de la luna[97]